# Tanus
Tanus település Franciaországban, Tarn megyében. Lakosainak száma 541 fő (2022. január 1.). Tanus Saint-Just-sur-Viaur, Tauriac-de-Naucelle, Montauriol, Moularès, Pampelonne és Tréban községekkel határos.

## Népesség
A település népessége az elmúlt években az alábbi módon változott:
| Lakosok száma | 526  | 533  | 548  | 533  | 532  | 531  | 539  | 535  | 541  |
|               | 2013 | 2015 | 2016 | 2017 | 2018 | 2019 | 2020 | 2021 | 2022 |